# Bruckhaus (Lauingen)

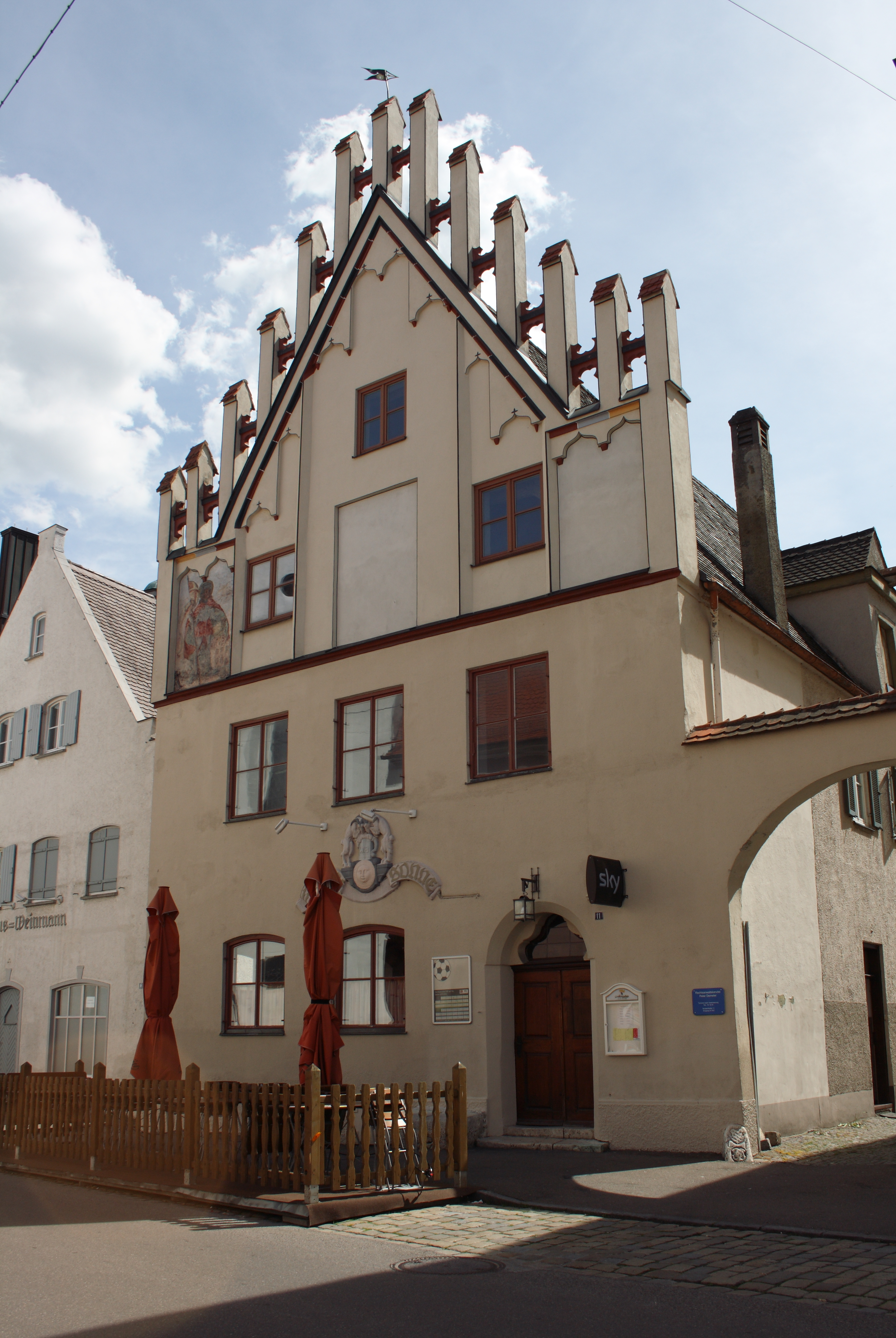
Bruckhaus in Lauingen

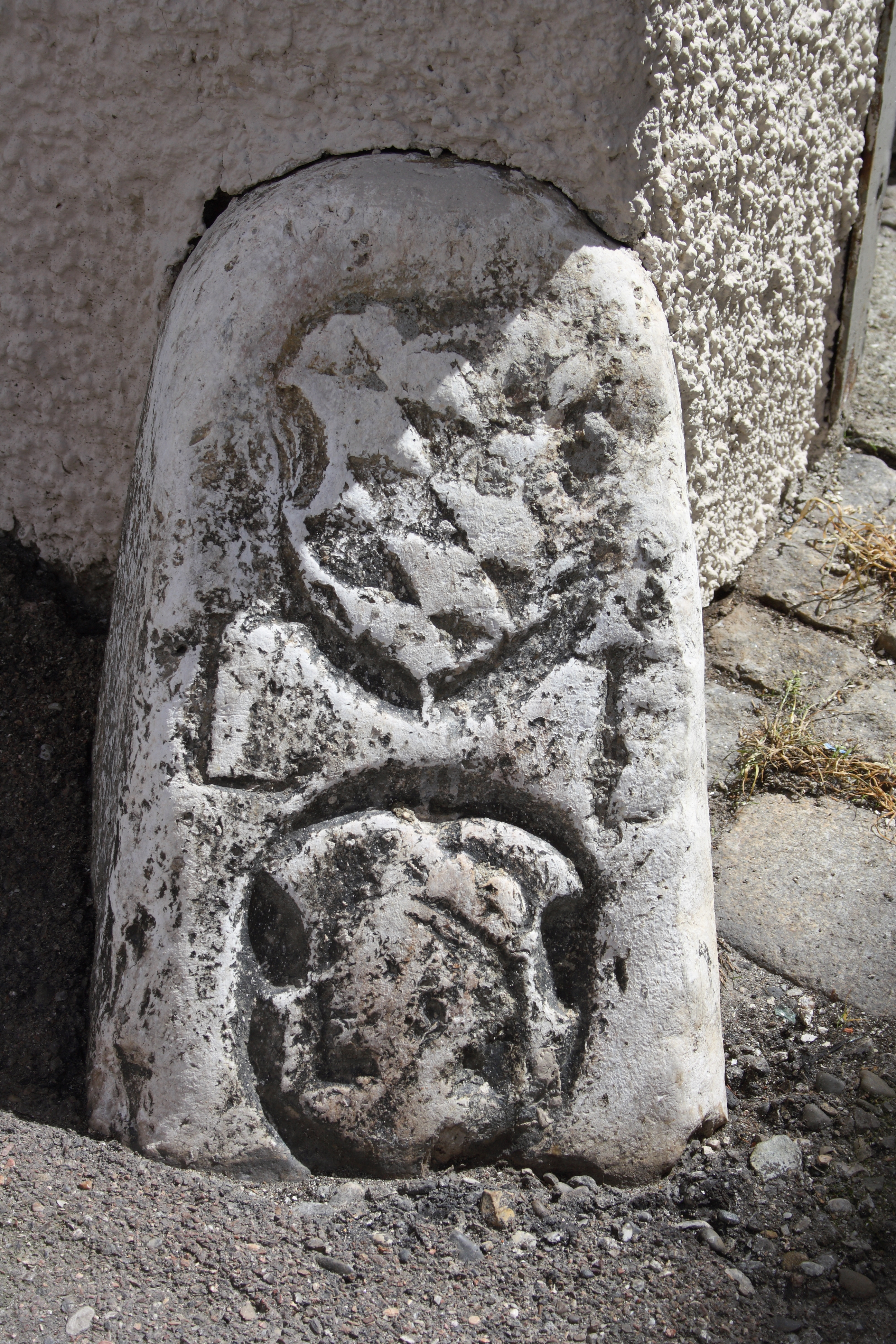
Grenzstein an der Hofeinfahrt

Das Bruckhaus ist ein geschütztes Baudenkmal  in Lauingen, einer Stadt im schwäbischen Landkreis Dillingen an der Donau in Bayern. Das Gebäude wurde um 1600 errichtet und steht an der Brüderstraße 11.

## Geschichte
Das Haus wird 1336 erstmals als Bruckhof erwähnt. Man nimmt an, dass an seiner Stelle Wirtschaftsgebäude eines fränkischen Königshofes standen. Nach der Überlieferung soll die Gräfin Geiselina von Schwabeck der Stadt Lauingen Landbesitz zum Unterhalt der Donaubrücke geschenkt haben, daher der Name Bruckhaus. Ein städtischer Bruckmeister verwaltete das Haus und die Güter. Der heutige Bau entstand um 1600, in den Jahren 1608/09 erhielt Meister Franz Zahlungen für Arbeiten im Bruckhaus. In den späteren Jahren befand sich im Gebäude das Gasthaus zum Kreuz und danach das Gasthaus zur Sonne, wie aus einem Relief an der Hausfassade zu ersehen ist.

## Beschreibung
Das zweigeschossige, unterkellerte Giebelhaus hat drei Achsen zur Straßenseite. Die modernisierte Fassade besitzt noch das geschwungene Oberlicht über der rundbogigen Haustür. Das Giebelfeld wird durch Prismenlisenen in fünf ungleiche Zonen geteilt. Die Außenblenden sind rechteckig, die anschließenden besitzen je zwei Kielbögen. Das mittlere Blendfeld wird mit vier Bögen aufsteigend begrenzt. Auf den Giebelschrägen stehen 13 quadratische, mit kleinen Zeltdächern bedeckte Fialen, die durch Riegelbögen miteinander verbunden sind. In den beiden äußeren Feldern und im Mittelfeld befanden sich auf vertieften Flächen Fresken, von denen nur das äußere linke erhalten ist. An der Hofseite über der Dachtraufe befindet sich eine Giebelgaube mit Kragarm. Am Hoftor wird als Prellstein ein Grenzstein mit den Wappen von Bayern und der Stadt Lauingen aus dem 16./17. Jahrhundert genutzt.